# Колесников, Валентин Павлович
Колесников Валентин Павлович (род. 12 апреля 1945 г. село Родники (Ипатовский район, Ставропольский край) — 2009 г.) — ректор Невинномысского технологического института (филиал) ГОУ ВПО «СевКав ГТУ».

## Биография
Родился 12 апреля 1945 г. в селе Родники Ипатовского района, Ставропольского края. Мать Колесникова Таисия Павловна (1916 г. рождения), отец Колесников Павел Иванович (1916 г. рождения). В 1958—1959 гг. воспитывался в Ставропольском детском доме, после окончания семилетней школы, поступил в Невинномысский химико-технологический техникум, который закончил в июне 1963 г. по специальности «Технология неорганических веществ».
С 1963—1968 гг. обучался в МХТИ им. Д. И. Менделеева, 10 июня 1968 г. защитил дипломный проект на тему «Цех кальцинации и отделение дистилляции мощностью 200 т. тонн соды в год» [1]. По ходатайству администрации Невинномысского химического комбината был направлен на работу по специальности в Невинномысск (архив РХТУ им. Д. И. Менделеева оп. 14 св. 8 д. 110). 14 августа 1968 г. приступил к работе в должности инженера-конструктора ПКО химкомбината. В 1970 г. аспирант кафедры ТНВ МХТИ им. Д. И. Менделеева (зав. кафедры профессор Н. С. Торочешников). Защитил кандидатскую диссертацию на присвоение степени кандидата технических наук.
С декабря 1984 г. ректор Невинномысского технологического института (филиал, ныне ГОУ ВПО «СевКаз ГТУ»).
С 1989 г. он заведует кафедрой «Химии и химического технологии неорганических веществ» этого института.
Валентином Павловичем опубликовано более 100 научных статей, тезисов докладов, научных сообщений и научно-методических работ. Ему принадлежит более 5 авторских свидетельств и патентов на изобретения, который вызывают постоянный интерес у научной общественности.
Достойный труд и общественная деятельность В. П. Колесникова были отмечены на разных уровнях: он награжден медалью «За доблестный труд в ознаменование 100-летия со Дня рождения В. И. Ленина», нагрудным знаком «Почетный работник высшего профессионального образования Российской Федерации», нагрудным знаком Госкомстата России «За активное участие во Всероссийской переписи населения 2002 года», ему присвоено звание «Почетный профессор Северо-Кавказского государственного технического университета».
Умер в 2009 г. и похоронен на Невинномысском кладбище.